# Muralla de la Presó de Mataró
La Muralla de la Presó de Mataró és una obra historicista de Mataró (Maresme) protegida com a Bé Cultural d'Interès Local.

## Descripció
Conjunt de cinc cases entre mitgeres de planta baixa i pis lleugerament aixecades de la cota del carrer.
La façana presenta en planta baixa una porta d'accés de fusta amb reixa de ferro a la part superior i una finestra també reixada i un balcó i finestra al pis superior.
Destaca l'esgrafiat de la façana amb trencaaigües a les obertures de planta baixa i l'esgrafiat compost del primer pis. La cornisa utilitza el totxo a sardinell i les balustres a l'acroteri.

## Història
Aquestes cases són fruit del creixement urbà que es va produir entre els anys 1896 i 1911.